# Jan van Riebeeck
Johan Jan Anthoniszoon van Riebeeck (født 21. april 1619 i Culemborg, Gelderland, Nederlandene, død 18. januar 1677 i Batavia, Indonesien) var en nederlandsk skibslæge og senere købmand, som på opgave fra Det nederlandske Ostindiske kompagni (VOC) grundlagde den første europæiske koloni i det sydlige Afrika. Handels- og forsyningsposten, som blev stiftet ved foden af Taffelbjerget på Kap Det Gode Håb voksede efterhånden til Kapkolonien og er i egenskab af dette en af de vigtigste forudsætninger for statsdannelsen Sydafrika.
Jan var ældste søn af Anthony Janszoon van Riebeeck (1589–1639) og Elisabeth (Lysbeth) Govertsdochter van Gaesbeecks (1599–1629). Da han var tre år gammel, flyttede familien til Schiedam i Zuid-Holland, hvor hans fader arbejdede som skibskirurg, et hverv som Jan van Riebeeck selv kom til at udøve. Ti år gammel mistede han moderen og flyttede da til bedsteforældrene i Culemborg.
Efter tre års studier hos en læge i Amsterdam blev han i 1639 ansat af det delftske kammer i VOC som assistent skibslæge (nederlandsk: onderchirurgijn), og rejste i april samme år med skibet "Hof van Holland" fra Goeree i Nederlandene til Nederlandsk Ostindien. Undervejs havarerede skibet ved Sierra Leone på den afrikanske vestkyst, og først et halvt år senere blev de overlevende hentet af VOC-skibet "Sutphen". Han ankom til Batavia i juli 1640, og frem til 1648 var han i VOC's tjeneste i Batavia i det senere Indonesien, Deshima i Japan, Tonkin i Vietnam og på Formosa.
Jan van Riebeeck gik efterhånden over til at arbejde som sekretær og rejste i 1642 til Atjeh, hvor en delegation besøgte den nye hersker. I 1643 blev han forfremmet til underkøbmand, en stilling som førte ham til Deshima i Japan, Formosa og Tonkin i Vietnam. Han blev stationeret i Tonkin, hvor han i 1646 avancerede til købmand og næstkommanderende (secunde) i de Brede Raad. Året efter rejste han tilbage til Batavia via Deshima. I Batavia blev han tiltalt for at have drevet privat handel i Tonkin og dømt til en bod på ƒ 132,- floriner svarende ni ugers løn. Desuden blev han frataget alle muligheder for at vende tilbage til Tonkin. Efter denne dom rejste han tilbage til Nederlandene, hvor han i 1648 slog sig ned som købmand. Han appellerede til de Heeren XVII, men selv om han forklarede sig, blev boden ikke ophævet.
Den 28. marts 1649 giftede han sig i Schiedam med datteren til den wallonske prædikant i Rotterdam, Maria de la Quellerie, og de slog sig ned i Egelantiersgracht 98 i Amsterdam. Huset blev beskrevet som "det som har en samaritan i gavlen" (nederlandsk: de Samaritaen in de gevel staet). Ikke længe efter rejste han til Svalbard for at besøge trankogerier og til de vestindiske øer. I alt fik de ni børn, to sønner i Nederlandene, to sønner og tre døtre i Sydafrika og en søn og en datter i Batavia. Deres første søn, Anthonij, fødtes 13. marts 1650 og døde 9. september 1651 – ikke længe efter at de havde fået deres anden søn, Lambertus. 
Af van Riebeeck og hans kone findes det flere portrætter, de i Rijksmuseum i Amsterdam blev malet af Dirck Craey i 1650, mens de i Cape Town og Batavia er udaterede og udførte af ukendte kunstnere.

## Kap Det Gode Håb-kolonien
I 1651 tilbød han på ny sine tjenester til VOC og fik stillingen som købmand og øverstkommanderende i en forsyningsstation, som han skulle etablere for dem i Sydafrika. Stationen skulle ligge på VOC's rute mellem Nederlandene og nutidens Indonesien. Det, som blev Nederlandenes første bosættelse i Sydafrika, blev grundlagt ved Kap Det Gode Håb. Den 24. december 1651 forlod van Riebeeck Texel i Nederlandene ombord på skibet "Dromedaris". Sammen med ham rejste konen og sønnen Lambertus, og desuden hans niecer, Sebastiana og Elizabeth van Opdorp. Samtidig med "Dromedaris" forlod skibene "Reijger" og "Goede Hoop" også Nederlandene. Senere blev de fulgt af "Oliphant" og "Walvisch", som var for tungt lastet til, at de kunne følge med de andre. Den 6. april 1652 ankom van Riebeeck til Table Bay ved Kap Det Gode Håb, hvor han oprettede Fort Duijnhoop ved foden af Table Mountain. I dette fort skulle der være plads til 80 mennesker. 
Flere problemer måtte løses det første år, for eksempel var tømmeret, de havde bragt med sig for at bygge huse af, lastet helt nederst i skibene. Det tog to uger, før hytterne var bygget, og alle boede på land i stedet for i skibene. De enkelte huse holdt ikke vinterregnen ude, og flere i kolonien blev syge. Fortets fire bolværker blev færdige et efter et, Reijger 3. august, Dromedaris 14. april 1653, Walvis i maj 1653 og "Witte Olifant" i juni 1653. Den 31. december 1653 meldte van Riebeeck til VOC, at fortet var færdigt og kunne forsvares.
Frem til bosættelsen fik dyrket nok til, at den var selvforsynende, måtte ris indføres fra Nederlandsk Ostindien. Kolonien drev byttehandel med den indfødte befolkningen for at skaffe sig kvæg og kød. Senere eksperimenterede van Riebeeck blandt andet med vinranker som blev indførte fra Brasilien, St. Helena, Ambon, Spanien og flere lande i Europa. Dette blev begyndelsen til den sydafrikanske vinindustri. Oprindeligt var det ikke VOC's mening at oprette en koloni i Sydafrika, men behovet for en regelmæssig tilførsel af landbrugsprodukter gjorde, at de i 1657 tillod enkelte VOC-ansatte at bosætte sig og drive landbrug/husdyrhold uden for fortet. Omkring tyve vrij burghers (oversat: frie borgere) greb denne mulighed og anlagde en gård i Rondebosch, øst for Table Mountain. Fra disse frie borgere opstod en egen klasse af uafhængige bønder, fra disse stammer folket, som senere blev kendt som boerne eller afrikaaners. For at få gode arbejdere til disse gårde blev slaver importerede med VOC-skibe som returfragt fra Madagaskar og Nederlandsk Ostindien.
Under hans styre blev omgivelserne undersøgt, i 1655 sendte han Jan Wintervogel og Wilhelm Müller ud for at undersøge landet nord og øst for kolonien, og i 1657 opdagede Abraham Gabbema Bergrivier (Bergfloden). Andre opdagelser, som blev gjort, var i 1658 Roodezandskloof (Jan van Harwaerden) og i 1660 Olifantsrivier nord for kolonien (Jan Danckaert) og Namakwas (Pieter Cruijthoff).
Jan van Riebeeck var mådeholden i sin optræden, både i forhold til mennesker i kolonien og landets egen befolkning. Mens han var leder for kolonien, blev aldrig nogen dødsstraffe fuldførte, godt nok blev i særdeles grove tilfælde personen(e) sendt til Batavia, hvor dødsstraffe blev udførte. Mellem 1652 og 1662 ledede van Riebeeck kolonien, og han søgte at lære mere om de lokale stammer. Sammen med de 90 kolonister (82 mænd og 8 kvinder), som var rejst med ham, anlagde han haver, hvor der blev dyrket frugt og grøntsager for mandskaberne på VOC-skibene, som ankom til kolonien. Med hensyn til kød var det meningen at drive byttehandel med den lokale Khoikhoi-stamme (en del af khoisan-gruppen) som nederlændingene kaldte Hottentotter. Dette lykkedes, og i slutningen af 1652 rapporterede van Riebeeck, at kolonien nu havde 350 får og 100 andre husdyr i sin besiddelse.
Under opholdet i Sydafrika fik familien van Riebeeck to sønner og tre døtre til, Abraham (18. oktober 1653), Anthonij (8. december 1655 – 20. februar 1656), Maria (17. juni 1657), Elizabeth (25. september 1659) og Joanna (januar 1662 – 21. juli 1665). Lambertus (død før 1679) og Abraham levede videre, og i 1660 blev de sendt med skipperen Douwe Aukes til Nederlandene som et led i opdragelsen. Senere blev Abraham gouverneur-generaal af Nederlandsk Ostindien. Døtrene forlod Sydafrika sammen med forældrene den 7. maj 1662 ombord på skibet "Mars" til Batavia.
Dagens Cape Town Castle er ikke identisk med Fort Duijnhoop, som blev opført af ler og tømmer og havde fire bastioner. Cape Town Castle blev bygget senere, mellem 1666 og 1679 efter, at van Riebeeck forlod kolonien. Det har desuden fem bastioner og er bygget af mursten, sten og cement. Et element fra den oprindelige kolonien kan fremdeles ses i Kirstenbosch botaniske have i Cape Town, en hæk af vilde mandeltræer. 
Jan van Riebeeck rapporterede den 17. december 1652, at han havde set kometen C/1652 Y1. Dette var den første observation gjort af en komet fra sydafrikansk område.
I maj 1662 blev van Riebeeck forflyttet til Batavia i Nederlandsk Ostindien, hvor nye udfordringer i karrieren ventede. Han forlod et landbrugssamfund, som var vokset fra 80 til omkring 130 personer.

## Karrieren i Nederlandsk Ostindien
I Batavia var han medlem af Justitsrådet (Raad van Justitie), som undersøgte om grunden til Formosas undergang lå hos bestyrerne af stationen. VOC gav ham i 1662 positionen som kommandør og præsident i Malakka (Malaysia). Denne station havde ikke været lønsom og skulle ophæves, men under van Riebeeck blev stationen lønsommere, og i 1668 fik stationen en fast status i VOC.
6. november 1663 blev Jan van Riebeecks fjerde datter, Antonia, født. Et år senere, en uge efter at have født den femte søn, som døde efter få timer (2. november 1664), døde Maria van Riebeeck af kopper. Hun blev begravet dagen efter, i St. Pauli kirke.
Jan van Riebeeck bad derefter om at blive overflyttet til Nederlandene, hvilket blev bevilget. Han rejste via Batavia, som han ankom til i slutningen af 1665. Ved ankomsten blev han forfremmet til "sekretær for guvernør-generalen og de indiske råd" (nederlandsk: secretaris van de gouverneur-generaal en de raden van Indië) i Batavia. Dette var en af de mest ærefulde positioner, man kunne indehave i kompagniets tjeneste. Denne position beklædte han frem til, at han døde den 18. januar 1677. Den 10. marts 1667 giftede han sig med Maria Scipio, i januar 1670 fik de sønnen Joan.
Jan van Riebeeck blev begravet med egars på den portugisiske kirkegård i Batavia.